# Google Wallet
Google Wallet je mobilní peněženka od společnosti Google, která je dostupná na mobilních zařízeních se systémem Android nebo na hodinkách se systémem WearOS. Služba byla oznámena 11. května 2022 na konferenci Google I/O a zprovozněna na konci července 2022.

## Historie
Jméno Google Wallet bylo poprvé užito v roce 2011 při představení služby Peněženka Google. Google později aplikaci Peněženka Google a tehdejší Android Pay v roce 2018 sjednotil do aplikace Google Pay.
V dubnu 2022 uvedl server 9to5Google, že Google plánuje obnovit název Google Wallet v nové aplikaci, ve které bude integrované i Google Pay.
Google následně oznámil službu Google Wallet na konferenci Google I/O 11. května 2022. Ke změně aplikace Google Pay na Google Wallet pak došlo na konci července 2022.

## Funkce
Aplikace má fungovat podobně jako fyzická peněženka – jedno místo, kam se bude moci nahrát všechno od platebních karet, přes vstupenky, věrnostní karty a nově také doklady – občanský průkaz, řidičský průkaz, cestovní pas, karty na parkování, studentské průkazy, očkovací průkazy, karty pojišťoven nebo klíčky k automobilu, např. od BMW, které bylo na konferenci zmíněno.

## Dostupnost
Služba Google Wallet má být při spuštění dostupná v 40 různých zemích, včetně České republiky.
Nahradí aplikaci Google Pay, která je na většině zařízení se systémem Android předinstalovaná. Google Wallet by měla být k dispozici při vydání operačního systému Android 13.
V červenci 2022 Google vydal aktualizaci systému Google Play, v seznamu změn mimo jiné uvádí, že touto aktualizací dochází k přeměně aplikace Google Pay na Google Wallet.